# Nuxia sphaerocephala
Nuxia sphaerocephala är en tvåhjärtbladig växtart som beskrevs av John Gilbert Baker. Nuxia sphaerocephala ingår i släktet Nuxia och familjen Stilbaceae. Inga underarter finns listade i Catalogue of Life.